# Лесмиёган
Лесмиёган (устар. Лесми-Юган) — река в Шурышкарском районе Ямало-Ненецкого АО России. Исток реки находится в болоте Лесмиеганъянкалма, на высоте около 110 м, устье — в 60 км по правому берегу реки Сыня, напротив деревни Ямгорт. Длина реки составляет 178 км, площадь водосборного бассейна 2070 км².

## Притоки
(км от устья)
- 6 км: Халамлорсоим (лв)
- 29 км: Молниёган (пр)
- 37 км: Хульюхсоим (лв)
- 57 км: Артемьванью (пр)
- Ун-Пуголсоим (пр)
- Гирьяёган (пр)
- 93 км: Ворнгаёган (пр)
- 102 км: Атымъёган (пр)
- 107 км: Натысом (пр)
- 114 км: Питысоим (пр)
- 121 км: Лангкисоим (пр)
- 129 км: Варукъёль (пр)
- 134 км: Оверъёль (пр)
- 143 км: Юхвойёган (лв)

## Данные водного реестра
По данным государственного водного реестра России, относится к Нижнеобскому бассейновому округу, водохозяйственный участок реки — Обь от впадения реки Северная Сосьва до города Салехард, речной подбассейн реки — бассейны притоков Оби ниже впадения Северной Сосьвы. Речной бассейн реки — (Нижняя) Обь от впадения Иртыша.